# Regina South Albert (circonscription saskatchewanaise)
Pour les articles homonymes, voir Regina (homonymie).
Circonscription électorale provinciale du Canada
Regina South Albert est une circonscription provinciale de la Saskatchewan représentée à l'Assemblée législative de la Saskatchewan depuis 2024.

## Géographie
En 2024, la circonscription représente la partie centre-sud de la ville de Regina consistant à la communauté de View Estate et la municipalité rurale Sherwood No 159 (en).

## Liste des députés
| Législature                                                                                    | Années                                                                                         | Député                                                                                         | Député                                                                                         | Parti                                                                                          |
| Regina South Albert Circonscription issue de Regina University, Regina Pasqua et Lumsden-Morse | Regina South Albert Circonscription issue de Regina University, Regina Pasqua et Lumsden-Morse | Regina South Albert Circonscription issue de Regina University, Regina Pasqua et Lumsden-Morse | Regina South Albert Circonscription issue de Regina University, Regina Pasqua et Lumsden-Morse | Regina South Albert Circonscription issue de Regina University, Regina Pasqua et Lumsden-Morse |
| ---------------------------------------------------------------------------------------------- | ---------------------------------------------------------------------------------------------- | ---------------------------------------------------------------------------------------------- | ---------------------------------------------------------------------------------------------- | ---------------------------------------------------------------------------------------------- |
| 30e                                                                                            | 2024–en cours                                                                                  |                                                                                                | Aleana Young                                                                                   | Néo-démocrate                                                                                  |